# Amazonasi réce
Az amazonasi réce (Amazonetta brasiliensis) a lúdalakúak (Anseriformes) rendjébe, ezen belül a récefélék (Anatidae) családjába tartozó Amazonetta nem egyetlen faja.

## Rendszerezése
A fajt Johann Friedrich Gmelin német természettudós írta le 1789-ben, az Anas nembe Anas brasiliensis néven.

## Alfajai
- Amazonetta brasiliensis brasiliensis (Gmelin, 1789)
- Amazonetta brasiliensis ipecutiri (Vieillot, 1816)[2]

## Előfordulása
Argentína, Bolívia, Brazília, Kolumbia, Francia Guyana, Guyana, Suriname, Paraguay, Peru, Uruguay és Venezuela területén honos. 
Természetes élőhelyei a szubtrópusi és trópusi síkvidéki esőerdők, füves puszták és cserjések, tavak és mocsarak közelében. Vonuló faj.

## Megjelenése
A kisebbfajta récék közé tartozik, testhossza 40 centiméter, tömege 600 gramm. A nemek hasonlóak, a tollazatuk mindkét nemnél világosbarna. A hím csőre piros, a nőstényé szürke. A nősténynek fehéres az arctollazata.
|  |  |

## Életmódja
Főleg a víz felszínén, vagy annál nem sokkal nagyobb mélységben keresi főleg növényi részekből álló táplálékát. Párokban vagy kis, maximum 20 egyedet számláló csoportokban él.

## Szaporodása
A tojó általában a parti növényzet közé vagy vízre építi pihékkel bélelt fészkét, ahova 8-12 tojást rak. A költés 12 hétig tart, és  csak a tojó költi ki a tojásokat. A jól fejlett, fészekhagyó kicsik hamarosan anyjukat követik a vízig. A fiókák felnevelésében részt vesz a hím is. Átlagos élettartamuk 10 év körüli.
|  |

## Természetvédelmi helyzete
Az elterjedési területe rendkívül nagy, egyedszáma viszont csökken, de még nem éri el a kritikus szintet. A Természetvédelmi Világszövetség Vörös listáján nem fenyegetett fajként szerepel.